# Републикански път III-638
Републикански път IIІ-638 е третокласен път, част от Републиканската пътна мрежа на България, преминаващ по територията на област Перник, Софийска област и област София. Дължината му е 32 км.
Пътят се отклонява надясно при 19 км на Републикански път II-63 югоизточно от град Брезник и се насочва на североизток. Минава през село Бабица, преодолява югоизточните части на планината Вискяр, навлиза в Софийска област и достига до село Делян. Оттук той продължава на изток, преминава през селата Златуша и Росоман и навлиза в Софийската котловина. Преминава през селата Пожарево и Гурмазово, достига центъра на град Божурище, след града навлиза в Област София и там се свързва с Републикански път I-8 при неговия 45,8 км.
| Пътища, отклоняващи се надясно (населено място, № на пътя, посока на пътя) | Км   | Пътища, отклоняващи се наляво (посока на пътя, № на пътя, населено място) |
| -------------------------------------------------------------------------- | ---- | ------------------------------------------------------------------------- |
| Община Брезник, Област Перник, II-63, 19 км →                              | 0,0  | → 19 км, II-63, Област Перник, Община Брезник                             |
| с. Бабица                                                                  | 2,4  | с. Бабица                                                                 |
| Община Божурище, Софийска област                                           | 7,7  | Софийска област, Община Божурище                                          |
| с. Делян                                                                   | 9,2  | с. Делян                                                                  |
| с. Златуша                                                                 | 13,2 | с. Златуша                                                                |
| с. Росоман                                                                 | 16,3 | с. Росоман                                                                |
| с. Пожарево                                                                | 22,2 | с. Пожарево                                                               |
| с. Гурмазово                                                               | 25,8 | с. Гурмазово                                                              |
| гр. Божурище                                                               | 29,3 | гр. Божурище                                                              |
| Област София                                                               | 30,9 | Област София                                                              |
| (до ГКПП Капитан Андреево - Капъкуле) I-8, 45,8 км ←                       | 32,0 | ← 45,8 км, I-8 (от ГКПП Калотина)                                         |